# 七號電視網
七號電視網（又譯7號電視網、澳洲電視七台、頻道七電視網、Seven電視網、七網、第七頻道、七號頻道，通常被叫做  或直接简称）是澳洲一家電視網，为總部設於墨爾本的西澳七號傳媒集團公司所有。前身是在1956年11月4日，於墨尔本和悉尼两地的VHF7频率上开播的电视频道。電視全國總部位於墨爾本。
其电视网络覆盖人口数当前第二，2007年频道占有率第一，领先第二名的九號電視網和第三名的十號電視網。

## 总部
七號電視網公司总部的管理层设在悉尼皮尔蒙特的琼斯湾码头，由一间仓库改建而成。国内新闻时事类节目工作室位于马丁广场。2009年，七號電視網将其电视制作部门由埃平搬到伊夫利的澳大利亚科技园。这个科技园专用于高清电视节目产业。
七號電視網大部分节目信号由该电视网座落于墨尔本滨海港区的数字广播中心发送。

## 历史

### 起源
七號電視網最初由一些座落於悉尼、墨尔本、布里斯班、阿德莱德和珀斯的单独的电视台组成。先驱与时代报业集团（当前拥有两家当地报纸：先驱报、太阳报）注册的墨尔本HSV电视台，旗下HSV-7频道是全澳第一家使用VHF7频率的频道。该台于1956年11月4日开播。悉尼聯合电视公司（Amalgamated Television Services）在12月2日于ATN-7台开始使用VHF7频率。
两家电视台并未立即实现节目共享，而是于1957年与在VHF9频率上的电视台扩展节目共享的合作关系（ATN与墨尔本GTV-9台， HSV与悉尼TCN-9台）。HSV在1957年8月与维多利亚足球甲级联赛开始合作（澳大利亚澳式足球联盟前身），该台放送了首个澳式足球直播节目。
近两年后的1959年10月16日，珀斯TVW-7成为当地第一家商业电视台。该台由西澳大利亚人报业（印发发西澳大利亚人报）的子公司，TVW有限公司开设。然后BTQ-7于11月1日，签署成为布里斯班的第二家商业电视台。在此期间，电视台间相互独立运作，播出时间表组成非常单一，节目也相对廉价，比如问答闯关节目“Pick a Box”和一些从电台剥离出的节目。在20世纪60年代初，在悉尼和墨尔本之间初步形成的同轴电缆连线，使共享节目和同时播放现场表演成为可能。
1960年，悉尼TCN-9台的所有者Frank Packer，买下部分墨尔本GTV-9的控股权，开始了创建全国首个电视网，结束ATN-7/GTV-9和HSV-7/TCN-9合作关系的进程。ATN和HSV在离开原合作伙伴后于1963年省与其他首府城市的7频道共同组成澳大利亚电视网。1959年10月24日成立的阿德莱德ADS-7台是首府城市里最后一个VHF7频道，后来改动频率变成SAS - 10，不过在1987年12月再次改换频率成为SAS-7台。
新成立的电视网开始制作并播出制作价格更高的节目来吸引更多观众，最成功的是播出12年，成为全澳最长寿电视剧《凶杀组》。然而这个电视网直到1970年才出现一个统一的台徽。不过各组成电视台在统一台徽后仍然各自独立存在，独立开展当地广告业。
1975年，电视网开播彩色电视，同时启用带有可见光光谱色环环的新的台徽。默多克在1979年曾打算购买HSV-7台的拥有者先驱和时代周报，但遭失败，后者后获得对手ATV-10的控制权。不过同年的晚些时候Fairfax成功购买该公司14.9％的股份。

### 20世纪80年代
这十年间立体声技术被引入七號電視網。同时在这十年间涌现一些成功的剧集，比如为人熟知的 A Country Practice （共1058集 从1981年11月18日播放到1993年11月22日）和 Sons and Daughters（播出于1981年-1987年）。由阿德莱德的ADS-7台制作，开播于1981年7月的电视游戏节目 Wheel of Fortune 也开始了它的25年播出生涯。在这之前一年，1980年莫斯科夏季奥运会在七號電視網网络内实现直播。1985年开播的 Neighbours 因为在悉尼的低收视率表现，导致本剧在该年年底被腰斩。但该剧随后转到第十频道播出（2011年转至十一频道播出）并获得国际性的成功。
珀斯商人 Robert Holmes à Court，通过他本人的贝尔集团，在1982年将TVW -7从原拥有者西澳大利亚人报业处买下。先驱与时代周刊报业集团在1986年将 HSV-7 和 ADS-7 台以18亿美元卖给默多克。默多克的新闻集团随后以320万美元将HSV台卖给 Fairfax 。Fairfax 削减了一些HSV自产节目以减少与悉尼竞争对手ATN-7（此时也被 Fairfax 拥有）的内容竞争。
1987年颁布的跨媒体所有权法使 Fairfax被迫在印刷业和电视业之间选择了前者。Fairfax将旗下电视台卖给 Christopher Skase 的 Qintex 公司。在此之前Qintex已经购得覆盖布里斯班（虽然随后又将其出售）和昆士兰州部分地区的两家电视台。转过年来一个新台徽随着晚间剧集 Home and Away被引入电视网络，并且再次推出七號電視網全国新闻（Seven National News），本节目现改名为七頻道新闻（Seven News）。 在1988年 Skase 以130万美元买下了 TVW 台实现网络扩张。

### 20世纪90年代
1992年开始播出国家时事类节目 Real Life，主持人为 Stan Grant。该节目形式与九号电视网的 A Current Affair 节目类似。Real Life在晚些时候被更成功的 Today Tonight 取代。
在接入Australis的收费电视网络后，七号电视网在1993年上市。在这一年，著名剧集 A Country Practicev 在播出了1058集之后宣告结束。1994年新剧集 Blue Heelers 开播，该剧集在多次修改每周播出时间后，于1998年固定于每周三播放。这次时间调整也是为了给新的医疗剧集 All Saints 腾出时间而作。这两部剧集的观众评价都很好。由于这两部剧集和两个新创办的真人秀节目《美好家園》和《The Great Outdoors》，第七电视网在电视网络的认知度得到提升。
母公司七网络有限公司于1995年买下七网络在昆士兰地区的分支机构阳光电视。自此阳光电视分支网络并入七号电视网，并开始与网络中其他电视台同步播放。七网络昆士兰州站夺得1998年度收视桂冠。
七号电视网在1997年接管澳大利亚电视台，该台曾是澳大利亚广播公司的亚洲卫星频道。 ABC分台在网络中仍然保持了的份额，并继续向网络中制作新闻和时事类节目。

## 节目

### 新闻时事类
七号电视网每天播出多节全国联播新闻和时事节目，各地方分台也会播出本地新闻节目；另外，七号电视网也会播出美国NBC的时事节目（如《与媒体见面》）。由于和NBC合作密切，七号电视网新闻也使用《NBC晚间新闻》的片头曲《The Mission》，现行版本与NBC原版编曲不同。

## 台徽变迁
- 1970–75
- 2000–现在